# ميسون الصناع
ميسون الصناع هي مطربة أردنية معتزلة، ولدت في مدينة الكرك واشتهرت بلقب «زهرة الجنوب». درّست ميسون في العديد من قرى الكرك وتاثر بها سكان القرية منذ الخمسينات والستينات وحتى السبعينات من القرن الماضي. سجلت في التلفزيون الأردني عدة أغاني تراثية.

## أغانيها
من بين أشهر أغانيها:
- يا عنيّد يا يابا
- يا هبوب الشمال
- شباب قوموا العبوا
- يا خيّ يالله أنا وإياك ع الغور نزرع بساتيني